# Związek morganatyczny

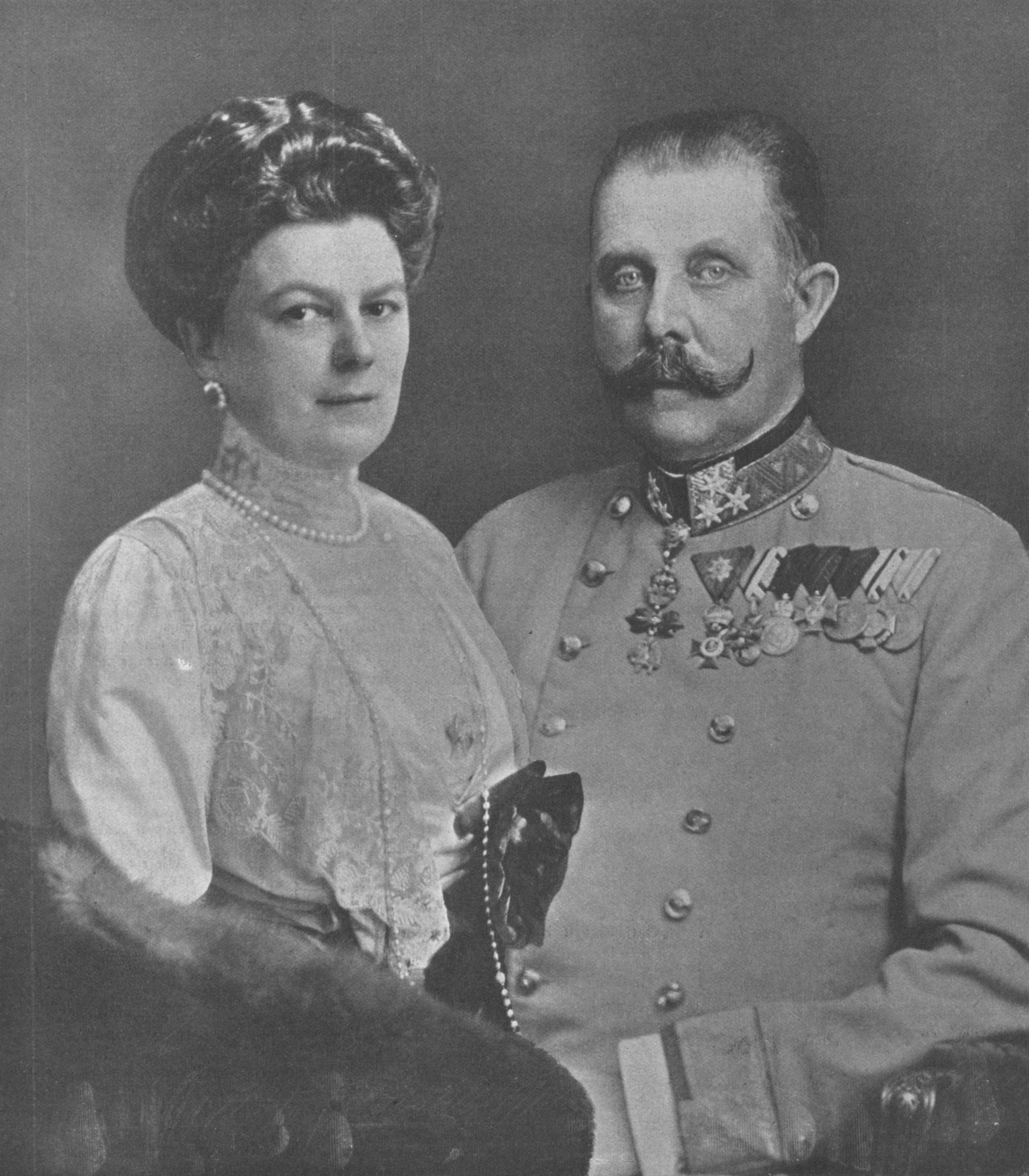
Związek morganatyczny (Franciszek Ferdynand Habsburg i Zofia von Chotek)

Związek morganatyczny (łac. [matrimonium ad] morganaticam) – małżeństwo zawarte przez członka rodu arystokratycznego lub dynastii z osobą uznawaną za będącą niższego stanu, która poprzez związek ten nie zmienia swego stanu, czyli nie uzyskuje awansu społecznego, a potomstwo z tego związku nie ma praw do tytułów, funkcji i dóbr dziedziczonych w rodzinie małżonka wyższego stanem.
Nazwa wywodzi się ze starogermańskiego zwyczaju daru porannego (Morgengabe), składanego przez męża po nocy poślubnej żonie jako swego rodzaju „rekompensata” za utracone dziewictwo. Małżeństwo morganatyczne było więc takim rodzajem małżeństwa, w którym żonie i jej dzieciom przysługiwał wyłącznie ten dar – stąd matrimonium ad morganaticum, czyli ograniczone tylko do niego, bez prawa do dziedziczenia czegokolwiek poza nim.

## Znane małżeństwa morganatyczne
| Data ślubu           | Małżonek                       | Małżonek                                       | Małżonka                                   | Małżonka                                                                | Potomstwo | Uwagi |
| -------------------- | ------------------------------ | ---------------------------------------------- | ------------------------------------------ | ----------------------------------------------------------------------- | --- | --- |
| 1365                 | Kazimierz III Wielki           | król Polski                                    | Krystyna Rokiczana                         | córka wójta Pragi                                                       | | drugie małżeństwo Kazimierza (bigamia) w trakcie trwania małżeństwa z Adelajdą Heską. Drugie małżeństwo Krystyny po 10 lat wdowieństwa po mieszczaninie praskim Mikulaszu (Mikołaju) z Rokiczan |
| 1471/1472            | Fryderyk Wittelsbach           | elektor Palatynatu Reńskiego                   | Klara Dett                                 | śpiewaczka na dworze Fryderyka                                          | - Fryderyk von Wittelsbach, - Ludwik I, Hrabia Löwenstein | Klara była wieloletnią kochanką Fryderyka zanim się pobrali |
| 13 września 1626     | Jan Chrystian brzeski          | książę brzeski                                 | Anna Jadwiga von Sitsch                    | córka marszałka dworu biskupiego Fryderyka von Sitscha                  | - August - Dorota Sybilla i Ernest zmarli w niemowlęctwie - Zygmunt - Joanna Elżbieta - Anna Krystyna zmarła w niecałe cztery lata po urodzeniu - Anna Jadwiga               | Drugie małżeństwo po śmierci Doroty Hohenzollern Anna Jadwiga miała 15 lat w dniu ślubu i była 20 lat młodsza od męża 7 grudnia 1627 cesarz Ferdynand II wydał dyplom, w którym podniósł Annę Jadwigę do godności baronowej |
| zima 1685/1686       | Ludwik XIV                     | król Francji i Nawarry                         | Franciszka d’Aubigné, Markiza de Maintenon | szlachcianka                                                            | brak potomstwa | drugie małżeństwo Franciszki po śmierci męża Paula Scarrona drugie małżeństwo Ludwika po śmierci żony królowej Marii Teresy |
| 25 marca 1760        | Karol Krystian Wettyn          | królewicz polski, książę Kurlandii i Semigalii | Franciszka Krasińska                       | córka generała Stanisława Krasińskiego                                  | Maria Krystyna Wettyn | Małżeństwo to miało charakter morganatyczny, jednak w Polsce, gdzie nie było pojęcia małżeństwa morganatycznego, była oficjalnie królewiczową. Małżeństwo Franciszki i królewicza Karola zostało oficjalnie uznane przez Sejm w 1776 r., a Sejm Czteroletni przyznał jej dożywotnią pensję. |
| 1789                 | Stanisław August Poniatowski   | król Polski                                    | Elżbieta Grabowska                         | córka wojewody płockiego Teodora Szydłowskiego                          | - Aleksandra Grabowska, - Michał Grabowski, - Kazimierz Grabowski, - Izabela Grabowska, - Stanisław Grabowski.                                                               | Po śmierci pierwszego męża Jana Jerzego Grabowskiego w 1789 przypuszczalnie potajemnie poślubiona przez Stanisława Augusta Poniatowskiego. Do końca życia król oficjalnie pozostawał w stanie wolnym |
| 27 maja 1820         | wielki książę Konstanty        | cesarzewicz Rosji                              | Joanna Grudzińska                          | córka ostatniego właściciela Chodzieży                                  | brak potomstwa | drugie małżeństwo Konstantego 20 latach separacji ze swoją pierwszą żoną, księżną Julią Sachsen-Coburg-Saalfeld. Ze względu na małżeństwo morganatyczne Konstanty w 1823 roku zrzekł się praw do tronu rosyjskiego. Po potrójnym ślubie (prawosławny, katolicki i cywilny) Joanna otrzymała tytuł księżnej łowickiej. |
| 1821                 | Adam Albert Neipperg           | hrabia Neipperg                                | Maria Ludwika Austriaczka                  | Cesarzowa Francuzów                                                     | - Albertyna, - Wilhelm Albert, - Matylda (zmarła tuż po urodzeniu) | Trzecie małżeństwo Adama i drugie małżeństwo Marii Ludwiki po śmierci Napoleona Bonaparte. Gdy Napoleon stracił władzę a Maria Ludwika za wszelką cenę chciała do niego dołączyć na wyspie Elba, Neipperg otrzymał zadanie, aby uwieść byłą cesarzową, żeby ta mogła zapomnieć o mężu. Swoje zadanie wykonał już 24 września, kiedy to po raz pierwszy spędził noc z Marią Ludwiką w Szwajcarii. |
| 9 listopada 1824     | Fryderyk Wilhelm III Pruski    | król Prus                                      | Augusta von Harrach                        | pochodziła ze zmediatyzowanej gałęzi rodziny Harrachów                  | brak potomstwa | drugie małżeństwo Augusta otrzymała tytuły księżnej Liegnitz (Legnica) i księżnej Hohenzollern |
| 28 grudnia 1833      | Augustyn Ferdynand Muñoz       | książę Riansares                               | Maria Krystyna Burbon                      | królowa Hiszpanii                                                       | - Maria Amparo Muñoz, - Maria Milagros Muñoz, - Agustyn Maria Muñoz, - Ferdynand Maria Muñoz, - Maria Krystyna Muñoz, - Antoni Muñoz, - Jan Maria Muñoz, - Józef Maria Muñoz | Małżeństwo zostało ujawnione w 1840 roku |
| 2 maja 1835          | Aleksander Paweł Wirtemberski  | książę wirtemberski, generał austriacki        | Klaudyna Rhédey von Kis-Rhéde              | hrabina węgierska                                                       | - Klaudia, - Franciszek Teck, - Amelia | Hrabina otrzymała dziedziczny tytuł hrabiny Hohenstein |
| 28 października 1851 | Aleksander z Hesji-Darmstadt   | książę Hesji i Renu                            | Julia Teresa Hauke                         | córka polskiego generała, hr. Maurycego Hauke, dama dworu carowej Marii | - Maria Karolina - Ludwik Mountbatten - Aleksander I Battenberg - Henryk Battenberg - Franciszek Józef                                                                       | Szwagier wielki książę Ludwik III nadał Julii i potomstwu tytuł książąt Battenberg |
| 1853                 | Albrecht Hohenzollern          | książę generał                                 | Rozalia von Rauch                          | córka ministra wojny Gustava von Raucha                                 | - Georg Albrecht Wilhelm - Bernhard Wilhelm Albrecht Friedrich | drugie małżeństwo po rozwodzie z Marianną Orańską, z którą Albrecht miał czworo dzieci |
| 24 lutego 1859       | Ludwik Wilhelm, książę Bawarii | książę Bawarii                                 | Henriette Mendel                           | aktorka                                                                 | - Marię von Wallersee, - Karl Emanuel von Wallersee | Małżeństwo zostało zaaranżowane podczas drugiej ciąży Henrietty |
| 10 czerwca 1869      | Ferdynand II Koburg            | król Portugalii                                | Eliza Hendle                               | śpiewaczka operowa                                                      | brak potomstwa | Drugie małżeństwo po śmierci Marii II |
| 6 lipca 1880         | Aleksander II Romanow          | cesarz i samodzierżca Wszechrusi               | Katarzyna Dołgoruka                        | księżna                                                                 | - Georgij Aleksandrowicz Juriewski, - Olga Aleksandrowna Juriewska, - Borys Aleksandrowicz Juriewski, - Katarzyna Aleksandrowna Juriewska,                                   | Drugie małżeństwo po śmierci pierwszej żony, Marii. Katarzyna była wieloletnią kochanką cara Aleksandra II (starszego od niej o 29 lat), a później jego morganatyczną żoną, z tytułem księżnej Juriewskiej. Troje ich dzieci urodziło się przed zawarciem małżeństwa. |
| 1 lipca 1900         | Franciszek Ferdynand Habsburg  | następca tronu Austro-Węgier                   | Zofia von Chotek                           | hrabianka dama dworu arcyksiężnej Izabeli                               | - Zofia von Hohenberg, - Maksymilian Hohenberg, - Ernest von Hohenberg, - nienazwanego syna, który urodził się martwy.                                                       | |
| 15 października 1911 | Michał Romanow                 | cesarz Rosji                                   | Natalia Szeremietjewska                    | córka adwokata                                                          | Jerzy | Trzecie małżeństwo Natalii po dwóch rozwodach Para zakochała się w sobie od pierwszego wejrzenia. Wkrótce stali się kochankami i byli nierozłączni. Wielki książę napisał list do swojego brata-cara (jak było to wtedy w zwyczaju), w którym prosił o zgodę na poślubienie Natalii. Zgody tej jednak nie otrzymał, ponieważ Natalia była dwukrotną rozwódką, a w jej żyłach nie płynęła królewska krew. Michał i Natalia przez jakiś czas żyli więc ze sobą bez ślubu. 24 lipca 1910 urodził się ich syn. Ostatecznie Michał zignorował zakaz cara i poślubił w sekrecie Natalię. W efekcie oboje popadli w niełaskę i zostali wygnani do Wielkiej Brytanii. |
| 11 września 1941     | Leopold III Koburg             | król Belgów                                    | Mary Lilian Baels                          | księżna de Réthy                                                        | - Aleksander belgijski, - Maria Krystyna belgijska, - Maria Esmeralda belgijska.                                                                                             | drugie małżeństwo Leopolda po śmierci królowej Astrid Szwedzkiej |

## Potomkowie z małżeństw morganatycznych
- baronowie i hrabia legnicki
- Książęta von Hohenberg
- hrabiowie von Meran
- książęta von Altenburg (potomkowie Karola Olbrachta Austriackiego)
- hrabiowie i książęta Löwenstein-Wertheim
- królowa Anglii, Maria (1867-1953), babka królowej Elżbiety II